# إبراهيم الشائبي
إبراهيم الشائبي سياسي تونسي، ومختص في الفقه الإسلامي، يشغل منصب وزير الشؤون الدينية في حكومة نجلاء بودن منذ 2021. أقيل على أثر وفاة 49 حاجًّا تونسيًّا في موجة الحر أثناء موسم الحج 2024.

## االسيرة الشخصية
له عدد من المؤلفات، منها:
- كتاب ما هكذا كنتَ تُفتينا
- كتاب الطقوس الجنائزيّة بين العادات الشعبية والأحكام الشعبية
- كتاب التبرع بالأعضاء بين السائل والفقيه
- مناسبتنا بين الشرع والمجتمع

وقدم عددًا من البرامج الدينية على القناة الوطنية.